# BAFTA de melhor curta-metragem
BAFTA de Melhor Curta-Metragem (no original, em inglês: BAFTA Award for Best Short Film) é um dos prêmios concedidos na cerimônia anual de entrega dos prêmios da British Academy Film Awards, que reconhece o trabalho de cineastas de filmes em curta-metragem.